# The Carphone Warehouse
Carphone Warehouse Group PLC – jedna z największych (licząca 2400 oddziałów w 9 krajach) niezależnych sieci sprzedaży telefonów komórkowych w Europie. W Wielkiej Brytanii i Irlandii działa pod nazwą The Carphone Warehouse, a w pozostałych krajach jako The Phone House.
Przez ponad pięć lat The Carphone Warehouse zbudował i rozwinął własną sieć usług telekomunikacyjnych, która już teraz stanowi połowę wkładu w zysk firmy.
Firma została założona w 1989 roku w czasach, gdy telefony komórkowe były dość pokaźnych rozmiarów i były zbyt duże by je nosić. Dlatego też taka nazwa firmy, co tłumacząc na język polski stanowi odpowiednik - Magazyn telefonów samochodowych.
Założycielem firmy był obecny prezes Charles Dunstone wraz z Davidem Rossem, którzy na rozpoczęcie działalności posiadali 6000 £.
Obroty firmy za rok 2006/07 wynosiły 3991 mln £, a przychód 67 mln £.